# گراینت توماس
گراینت توماس (اسپانیایی: Geraint Thomas‎؛ زادهٔ ۲۵ مهٔ ۱۹۸۶) دوچرخه‌سوار اهل ولز است.

## باشگاهی
از باشگاه‌هایی که در آن رکاب زده‌است می‌توان به تیم اسکای، تیم دوچرخه‌سواری بارلوورد، و سونیر دوال-پرودیر اشاره کرد.
وی در مسابقات کشوری و بین‌المللی در مجموع برندهٔ ۶ مدال طلا، ۲ مدال نقره، ۳ مدال برنز شده‌است.
وی قهرمان رقابت‌های دوچرخه سواری تور دو فرانس ۲۰۱۸ شد.

## اوایل زندگی
گراینت توماس در کاردیف انگلستان زاده شد و از ده سالگی دوچرخه‌سواری را شروع کرد.